# 伊莎拉帕·因巴色素
伊莎拉帕·因巴色素（Isarapa Imprasertsuk，1995年5月11日—），泰国女子射击运动员，2010年亚洲运动会女子双向飞碟团体铜牌得主、2014年亚洲运动会女子双向飞碟团体铜牌得主、2022年亚洲运动会女子双向飞碟团体铜牌得主。